# 801 (バンド)
801（エイト・オー・ワンもしくはエイト・ゼロ・ワン）は、1976年にロキシー・ミュージック、カーヴド・エア、マッチング・モウルの元メンバーが結成した、イングランドの実験的なロック・バンドである。

## 略歴

### 1976年：『801 ライヴ』
1976年6月26日、ロキシー・ミュージックは解散を正式発表した。メンバーのフィル・マンザネラ（ギター）は、ブライアン・イーノ（キーボード、シンセサイザー、ギター、ヴォーカル、テープ）、ビル・マコーミック（ベース、ヴォーカル）、フランシス・モンクマン（フェンダー・ローズ・ピアノ、クラビネット）、サイモン・フィリップス（ドラム、リズムジェネレーター）、ロイド・ワトソン（スライドギター、ボーカル）に呼びかけ、短期のプロジェクトを企画した。
「801」という名前は、イーノのアルバム『テイキング・タイガー・マウンテン』（1974年）の収録曲「ザ・トゥルー・ホイール (The True Wheel)」の歌詞から採られた。「私たちは801であり、私たちは中心軸です」という歌詞の繰り返しは、夢の中で彼に示唆されたと伝えられている。
彼等は1976年8月上旬にハマースミスにあるアイランド・レコードのスタジオでリハーサルを開始。同月26日にノーフォーク、28日にレディング・フェスティバル、9月3日にロンドンのクイーン・エリザベス・ホールでコンサートを開催して高い評価を得た。9月3日のクイーン・エリザベス・ホールでのコンサートはレコーディングされて、同年11月にアルバム『801 ライヴ』として発表された。その音楽には、マンザネラ、イーノ、クワイエット・サンのアルバムから多かれ少なかれ突然変異を起こしたような楽曲のセレクションに加えて、レノン-マッカートニーの「トゥモロー・ネバー・ノウズ」の全面的な再構築版と、キンクスの1964年のヒット曲「ユー・リアリー・ガット・ミー」への壁を越えた旅のようなヴァージョンが含まれた。
『801 ライヴ』は「ダイレクト・インジェクション」（DI・直接注入）を採用した初のライヴ・アルバムだった。同アルバムは、ボーカルマイク、ギターアンプ、ドラムを除く楽器からの出力を全て録音するのではなく、マイクや信号を介してフロント・オブ・ハウスのPAミキサーから出力されているモバイルスタジオのミキシング・デスクに直接送られた音源を用いて制作された。この技術はスタジオでは長年使用されていたが、同アルバムはライブ・レコーディングでの最初の使用例になり、ライブ・レコーディングの新しい基準を設定した。
『801 ライヴ』はパンク・ロック革命が最盛期に入る頃に発表されたこともあって、イギリスでは大きな商業的成功を得るには至らなかった。しかし素晴らしい演奏と上記の技術によってもたらされた画期的な音質が評論家に絶賛され、世界中で売れた。オーストラリアでは当初輸入盤だけが発売されたが、ABCのラジオ局が1975年1月に放送を開始した24時間ロック・ステーション「Double Jay（2JJ）」によって大々的に宣伝された。ニューサウスウェールズ周辺で広く聴かれ、ABCのAMネットワークを通じて深夜0時以降に全国的に放送された。商業的なラジオ放送もミュージック・ビデオもなかったにもかかわらず、同アルバムは1976年に最も売れた輸入アルバムになり、翌年には国内盤が発売された。

### 1977年：フィル・マンザネラ / 801
アルバム『801 ライヴ』の成功を受けて、1977年に「フィル・マンザネラ / 801」名義のアルバム『リッスン・ナウ』が発表された。同アルバムは、ワトソンを除く5名が、ゴドレイ&クレーム、サイモン・エインリー（Simon Ainley）、スプリット・エンズのティム・フィンらを迎えて制作したスタジオ・アルバムである。
同年後半、マンザネラとマコーミックは元ロキシー・ミュージックのポール・トンプソン（ドラムス）を含むグループを編成して、『リッスン・ナウ』のプロモーション・ツアーを行なった。11月2日にマンチェスター大学で開かれたコンサートの音源は、1997年にアルバム『ライヴ・アット・マンチェスター』として発表された。

## ディスコグラフィ

### スタジオ・アルバム
- 『リッスン・ナウ』 - Listen Now (1977年) ※フィル・マンザネラ / 801名義

### ライブ・アルバム
- 『801 ライヴ』 - 801 Live (1976年)
- 『ライヴ・アット・マンチェスター』 - 801 Manchester (1997年) ※1977年録音
- 『ライヴ・アット・ハル』 - Live at Hull (2001年) ※1977年録音
- 『ラティーノ』 - 801 Latino (2001年) ※1999年録音

## コンサート

### 1976年
- 8月26日 ウェスト・ラントン・パヴィリオン、ウェスト・ラントン
- 8月28日 レディング・フェスティバル
- 9月3日 クイーン・エリザベス・ホール、ロンドン

## 参照
- Triple J - オーストラリア政府が提供するラジオ局。前身は「Double Jay（2JJ）」。